# Oribatella aviculus
Oribatella aviculus är en kvalsterart som beskrevs av P. Balogh 1989. Oribatella aviculus ingår i släktet Oribatella och familjen Oribatellidae. Inga underarter finns listade i Catalogue of Life.